# Microtritia hawaiiensis
Microtritia hawaiiensis är en kvalsterart som beskrevs av Wojciech Niedbała 1994. Microtritia hawaiiensis ingår i släktet Microtritia och familjen Euphthiracaridae. Inga underarter finns listade i Catalogue of Life.